# Gottererara
× Gottererara, (abreviado Gott) en el comercio, es un híbrido intergenérico entre los géneros de orquídeas Ascocentrum × Renanthera × Vandopsis. Fue publicado en Orchid Rev. 86(1021) cppo: 8 (1978).